# Silke Möller

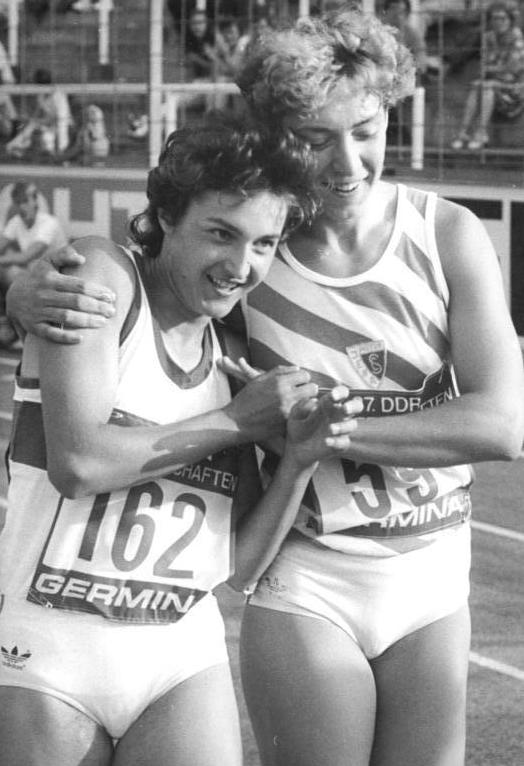
Silke Gladisch, à esquerda, abraçada pela sua compatriota Sabine Rieger (1986)

Silke Gladisch-Möller(Stralsund, 20 de junho de 1964) foi uma atleta alemã que, na década de 1980, competia pela Alemanha Oriental como uma das melhores velocistas do mundo.
Da mesma geração que Marita Koch e Marlies Göhr, ela fazia parte das equipas de estafetas da RDA que obtiveram numerosas medalhas e recordes. 
O seu melhor resultado foi um recorde mundial na estafeta 4 x 100 metros obtido durante a Taça do Mundo de Atletismo em Camberra quando ela e as suas colegas Sabine Rieger, Marlies Göhr e Ingrid Auerswald correram num tempo de 41,37 segundos.

## Carreira
Durante a sua carreira, Möller ficou sempre na sombra das sua colegas Marlies Göhr, Marita Koch e Heike Drechsler. Apenas em 1987, ainda usando o nome de solteira Gladisch, conseguiu batê-las: nos Campeonatos Mundiais de Roma venceu os 100 e os 200 metres, ficando em segundo lugar na estafeta 4 x 100 metros. Com estes resultados, foi designada como Atleta do Ano da Alemanha Oriental. 
Nos Jogos Olímpicos de 1988 em Seul, alcançou a medalha de prata como membro da equipa da Alemanha Oriental de 4 x 100 metros estafeta.
Em 1992 Möller foi implicada, juntamente com Katrin Krabbe e Grit Breuer, num escândalo de dopagem, acabando por ser suspensa pela Associação Internacional de Federações de Atletismo (IAAF). Tal facto levou a que, pouco antes dos Jogos Olímpicos de Barcelona, anunciasse o fim da sua carreira atlética, começando a estudar história em Rostock. Mais tarde trabalharia como professora de história e de desporto.

## Recordes pessoais
Outdoor
| Prova     | Tempo   | Data       | Local               |
| --------- | ------- | ---------- | ------------------- |
| 100 m     | 10,86 s | 20.08.1987 | Potsdam, DDR        |
| 200 m     | 21,71 s | 03.09.1987 | Roma, Itália        |
| 4 x 100 m | 41,37 s | 06.10.1985 | Camberra, Austrália |

Indoor
| Prova | Tempo  | Data       | Local                |
| ----- | ------ | ---------- | -------------------- |
| 50 m  | 6,12 s | 19.02.1988 | Berlim Oriental, DDR |
| 60 m  | 7,04 s | 06.03.1988 | Budapeste, Hungria   |